# Powiat Szczycieński
Der Powiat Szczycieński ist ein Powiat (Kreis) der Woiwodschaft Ermland-Masuren in  Polen. Der Powiat hat eine Fläche von 1933,1 km² und etwa 69.700 Einwohner.
Das Gebiet entspricht ungefähr dem früheren Landkreis Ortelsburg.

## Gemeinden
Der Powiat umfasst acht Gemeinden, davon
eine Stadtgemeinde
- Szczytno (Ortelsburg): 22.813 Einwohner;

zwei Stadt-und-Land-Gemeinden
- Pasym (Passenheim): 5294 Einwohner
- Wielbark (Willenberg): 5723 Einwohner;

und fünf Landgemeinden
- Dźwierzuty (Mensguth): 6463 Einwohner
- Jedwabno (Jedwabno): 3611 Einwohner
- Rozogi (Friedrichshof): 5497 Einwohner
- Szczytno (Ortelsburg): 13.232 Einwohner
- Świętajno (Schwentainen): 5723 Einwohner.